# Temática LGBT en el cómic estadounidense
La temática LGBT en los cómics estadounidenses es un concepto relativamente nuevo, ya que históricamente los temas y personajes de lesbianas, gays, bisexuales y transexuales (LGBT) se han omitido intencionadamente del contenido de los cómics, ya sea por la censura formal o por la percepción de que los cómics eran para niños y, por tanto, los temas LGBT eran de algún modo inapropiados. Dado que la Autoridad del Código del Cómic (CCA) prohibió cualquier mención a la homosexualidad en los cómics estadounidenses convencionales hasta 1989, los primeros intentos de explorar estos temas en Estados Unidos adoptaron la forma de insinuaciones sutiles o subtexto sobre la orientación sexual de un personaje. Los temas LGBT se abordaron antes en los cómics underground de principios de la década de 1970. Los cómics y las series de publicación independiente, a menudo producidos por creadores homosexuales y con argumentos autobiográficos, abordaban temas políticos de interés para los lectores LGBT.
Los cómics convencionales, el género de los cómics de superhéroes publicados en Estados Unidos desde finales de la década de 1930, han excluido históricamente a los personajes homosexuales y sus dos mayores editoriales, Marvel Comics y DC Comics, han sido criticados por su falta de inclusión. Los personajes transexuales también han estado poco representados, aunque el argumento habitual de un superhéroe que cambia de sexo por medios mágicos o tecnológicos se ha considerado una referencia oblicua a las cuestiones transgénero y transexuales. Los análisis de la teoría queer han señalado que los personajes LGBT de los cómics convencionales suelen mostrarse asimilados a la sociedad heterosexual, mientras que en los cómics alternativos la diversidad y la singularidad de la cultura LGBT están en primer plano. Los cómics convencionales también han sido calificados de «heteronormativos», en comparación con los cómics alternativos «integracionistas». Desde la década de 1990, los temas LGBT se han vuelto más comunes en los cómics estadounidenses convencionales, incluso en una serie de títulos en los que un personaje gay es la estrella.

## Censura, crítica e inclusión
Durante gran parte del siglo XX, se desaconsejaba a los creadores representar relaciones homosexuales en los cómics, que se consideraban un medio para niños. Desde 1954 y hasta 1989, el Comics Code Authority (CCA), que imponía una censura de facto a los cómics vendidos en los quioscos de Estados Unidos, prohibía cualquier sugerencia de homosexualidad y los personajes LGBT quedaban excluidos de los cómics que llevaban el sello del CCA. La propia CCA surgió como respuesta a La seducción de los inocentes (1954), la obra de Fredric Wertham en la que se acusaba a los creadores de cómics de intentar influir negativamente en los niños con imágenes de violencia y sexualidad, incluida la homosexualidad subliminal. Wertham afirmaba que la fuerza y la independencia de Mujer Maravilla la convertían en lesbiana, y declaraba que «el tipo de historia de Batman puede estimular a los niños a tener fantasías homosexuales». Posteriormente, los narradores tuvieron que presentar insinuaciones sutiles sin declarar directamente la orientación de un personaje. La temática gay y lésbica abierta se encontró por primera vez en títulos underground y alternativos que no contaban con el sello de aprobación de la CCA.
En los últimos años ha aumentado mucho el número de personajes LGBT en los cómics de superhéroes convencionales. Al principio, los personajes homosexuales aparecían en papeles secundarios, pero su protagonismo ha aumentado. Esta tendencia ha suscitado tanto los elogios de la comunidad LGBT y de organizaciones como la Alianza de Gays y Lesbianas contra la Difamación (GLAAD), como las críticas de los grupos conservadores. Los críticos acusan con regularidad a los cómics de intentar subvertir a los lectores en un «estilo de vida gay», tratando de «atraer a los jóvenes estadounidenses a la perversa red de la homosexualidad y el SIDA».
Según la escritora Devin Grayson, el grado de libertad creativa que permiten los editores a la hora de representar a los personajes LGBT depende de la popularidad y el prestigio del personaje. Los personajes que llevan mucho tiempo en el mercado y que necesitarían de retrocontinuidad para cambiar su sexualidad son menos propensos a ser mostrados como LGBT que los nuevos. Cuando se realizan estos cambios en la continuidad de un personaje, los fanes suelen estar descontentos, sobre todo cuando se trata de la sexualidad, y el escritor Alan Moore sugiere que es preferible crear un nuevo personaje.
El escritor Scott Lobdell afirma que son los fanes, más que los editores, los que tienen una reacción negativa más fuerte a los temas LGBT. Sin embargo, Moore señala que «probablemente esté muy de moda [...] tener algún que otro personaje gay», y que la inclusión de personas LGBT sigue mejorando en los cómics convencionales, pero que los personajes siguen estando limitados por los estereotipos y no representan una muestra variada de personas LGBT. El escritor Greg Rucka afirma que algunas escenas de interacciones entre personas del mismo sexo son rechazadas por los editores debido al malestar por el contenido sexual en general y no por el contenido LGBT.
Por otro lado, la inclusión de temas LGBT atrae la atención de los medios de comunicación, en los que el revuelo hace que algunos fanes y creadores se sientan incómodos. El podcaster Joe Faust señala, por ejemplo, que el matrimonio gay en un número de cómic se trata casi como un «acontecimiento», cuando esa serie ya había sido significativa con personajes abiertamente homosexuales. Lobdell, aunque se pregunta por la atención que los medios de comunicación prestan a los personajes homosexuales, espera que en un futuro próximo «no sean noticia en absoluto, porque son tan comunes como las capas y las capuchas».

## DC Comics

### Antes de la década de los 90
La Encyclopedia of Gay Histories and Cultures (2000) señala que el subtexto gay puede encontrarse en las publicaciones de DC Comics ya en la edad de oro de las historietas, con lectores que inferían la homosexualidad entre los superhéroes y sus compañeros del mismo sexo y en las habitantes de Isla Paraíso, una ubicación ficticia en las historietas de Mujer Maravilla cuya población consistía exclusivamente de mujeres.
La relación de Batman con Robin ha sido famosa por su escrutinio, a pesar de que la mayoría de los creadores relacionados con el personaje niegan que éste sea gay. El psicólogo Fredric Wertham, que en La seducción de los inocentes afirmó que «las historias de Batman son psicológicamente homosexuales», afirmó encontrar una «sutil atmósfera de homoerotismo que impregna las aventuras del maduro "Batman" y su joven amigo "Robin"». También se ha afirmado que Batman es interesante para el público gay porque «fue uno de los primeros personajes de ficción en ser atacado por su presunta homosexualidad», y «la serie de televisión de los años 60 sigue siendo una piedra de toque del camp». El escritor Frank Miller ha descrito al Joker como una «pesadilla homofóbica», y considera que Batman sublima sus impulsos sexuales en la lucha contra el crimen. El actor Burt Ward, quien tuvo el papel del personaje Robin en la serie de televisión de Batman de los años 60, también ha comentado esta interpretación en su autobiografía, señalando que la relación entre Batman y Robin podría interpretarse como una relación sexual.
Al crear el personaje Jericho para Jóvenes Titanes, el escritor Marv Wolfman y el artista George Pérez consideraron la posibilidad de hacerlo gay, lo que habría supuesto una de las primeras apariciones de un personaje homosexual en un libro de superhéroes importante. Sin embargo, finalmente descartaron la idea tras concluir que sería demasiado estereotipado hacer que el sensible, artístico y afeminado Jericho fuera homosexual.[cita requerida]
Mey Rude, una crítica de la revista en línea Autostraddle, señaló que un ejemplo temprano de un «personaje recurrente no del todo trans» fue en el número 20 de Action Comics de 1940 con Ultra-Humanidad, un villano de Superman que secuestra a una famosa actriz y coloca «su poderoso cerebro en su joven cuerpo vital» después de morir. Dos números más tarde, en el n.º 22, esta versión de Ultra-Humanidad desaparece con el personaje transfiriendo en su lugar su «conciencia en el cuerpo de un mono albino». Muchos años después, en la década de 1980, en la serie Camelot 3000, el personaje Sir Tristán «reencarna en una mujer» e intenta volver a transformarse en un hombre durante gran parte del cómic, pero finalmente acepta su situación. Rude criticó esto como una muestra de la «falta de conocimiento de la vida real de las personas trans que se tenía en los cómics».
El primer personaje obviamente gay fue Extraño, un hispano afeminado creado por Steve Englehart y Joe Staton que apareció en los títulos Millennium y New Guardians en 1987. New Guardians no tuvo éxito, pero durante su corta andadura también presentó a un personaje que moría de sida. Una secuela oficial de Millennium, The Spectre (vol. 2) #11, mostraba una manifestación contra el sida «mayoritariamente masculina y mayoritariamente gay». Varios personajes, entre ellos la Encantadora (que los describe como «hombres asquerosos») y un piloto de helicóptero de la policía llamado Ed (que grita sobre los «maricones») son influenciados para intentar aplastar la manifestación por un espíritu de siete cabezas. Gracias a las acciones del Espectro, el Doctor Fate, Deadman, Madame Xanadu y Ben Turner, los hombres se salvan.
Anteriormente, en la influyente serie limitada Watchmen (1986), uno de los personajes centrales, Ozymandias, es calificado como «posiblemente homosexual» por el personaje Rorschach, a quien los críticos han interpretado como asexual. La serie también insinuaba que los personajes menores Hooded Justice y el Capitain Metropolis eran homosexuales, y que Silhouette fue expulsada del equipo de superhéroes de Minutemen cuando se reveló públicamente que era lesbiana. En Watchmen and Philosophy, Mark White y William Irwin escriben que las relaciones homosexuales en Watchmen siguen siendo ambiguas, ya que «muchos [personajes] heterosexuales sienten desagrado por los homosexuales», y también que esta historieta es especialmente sorprendente y desafía las ideas preconcebidas sobre la homosexualidad, ya que «si es cierto que el Hooded Justice y el Capitain Metropolis son homosexuales, seguro que no actúan ni parecen serlo». Lyle Masaki, escritor de AfterElton.com, describió a Alan Moore, autor de Watchmen, como «muy gay friendly», debido a su inclusión de personajes LGBT complejos y al tratamiento realista de los temas LGBT en sus obras Watchmen y V de Vendetta.

### 1990
A principios de la década de los 90, los títulos de DC incluyeron más personajes menores LGBT. Los temas transexuales se exploraron en una historia de 1992 en Legion of Super-Heroes, en la que Element Lad descubre que Shvaughn Erin, la mujer de la que está enamorado, es en realidad un hombre que ha tomado una droga de cambio de sexo para estar con él; Element Lad revela posteriormente que prefiere a Shvaughn como hombre. También se insinuó una relación lésbica entre Shrinking Violet y Lightning Lass de la Legión de Superhéroes, pero todos estos personajes no heterosexuales fueron reconvertidos durante el "reboot" de Zero Hour para que fueran heterosexuales. Camelot 3000 también exploró la temática transexual al reencarnar a Sir Tristán en el cuerpo de una mujer, para su consternación inicial. Entre las historias más destacadas de temática LGBT se encuentra el número 53 de The Flash (vol. 2) de 1991, que recibió el primer premio GLAAD al mejor cómic en 1992. Aquí, el villano reformado Pied Piper se reveló como gay. Otro es la salida del armario del ayudante de Kyle Rayner y un arco sobre su "golpeo gay" en Green Lantern, ambos escritos por Judd Winick. Estas historias le valieron al guionista dos premios GLAAD y un Gaylactic Spectrum Awards (y otra nominación). Green Lantern también cuenta con una pareja de lesbianas, Lee y Li, como personajes secundarios.
El título de los años 90 Doom Patrol introdujo una serie de personajes LGBT y exploró temas transexuales. La base de operaciones de la Doom Patrol en historias posteriores es la calle travesti sentida Danny the Street. Danny recibe su nombre del imitador femenino británico Danny La Rue, y "se viste de travesti" acogiendo tiendas típicamente masculinas (como las armerías), pero decorándolas con brillantes patrones de volantes y cortinas de color pastel". Su inclusión es descrita por Timothy Callahan como parte del tono "cada vez más absurdo" del libro a partir del vigésimo número. Un miembro del equipo es la transexual y bisexual Coagula, que puede coagular líquidos y disolver sólidos, creada por la escritora de fantasía transexual Rachel Pollack. Coagula adquiere sus poderes mientras trabaja como prostituta: Uno de sus clientes es Rebis, un hermafrodita radiactivo, y Coagula adquiere sus poderes tras mantener relaciones sexuales con él.
DC Comics tiene varios sellos, entre ellos Wildstorm y Vertigo. Wildstorm era originalmente un estudio que producía trabajos para Image Comics, que se caracteriza por tener una mayor proporción de personajes LGBT. Vertigo es un sello que produce cómics para un público más maduro, permitiendo más temas sexuales. George Haggerty señala en Gay histories and cultures: an encyclopedia que "la presentación sustantiva de temas gay en el futuro parece más probable en los títulos Vertigo de DC orientados a los adultos". Entre los títulos de Vertigo que han abordado temas LGBT se encuentran Sandman, Shade, The Changing Man y Enigma. The Sandman: A Game of You (1991) tenía un personaje transexual, y su creador Neil Gaiman dijo que incluía personajes transexuales en sus obras en respuesta a la falta de representación realista de este tipo de personas en los cómics. El personaje principal de Shade, the Changing Man era un alienígena que podía cambiar su forma superficial: Esto hacía que la gente lo percibiera a veces como femenino, y aunque seguía siendo esencialmente masculino, se daba a entender que tenía relaciones con ambos géneros. Enigma (1992) deconstruía el género de los superhéroes, y la homosexualidad del personaje del título desempeñaba un papel importante. John Constantine, el protagonista de Hellblazer, fue insinuado por primera vez como bisexual en 1992, y confirmado en 2002. Sin embargo, en la serie de televisión, Constantine fue representado como heterosexual debido a las directrices de la NBC, lo que provocó críticas tanto de la crítica como de los fanes.
Un ejemplo de personaje gay en un papel estelar es el violento superhéroe vigilante Midnighter, que aparece en los cómics publicados por primera vez por Wildstorm. Midnighter, que se parece a Batman, tuvo una relación con Apollo, que se parece a Superman, durante su etapa como miembros del equipo de superhéroes The Authority. La representación de la relación fue inicialmente sutil, ya que el escritor Warren Ellis no informó al artista de sus intenciones. Sin embargo, el consejo editorial de DC censuró un beso entre los dos personajes en el año 2000. Descritos como la "primera pareja abiertamente gay de los cómics", Midnighter y Apollo se casaron en un número posterior y tienen una hija adoptada. Midnighter protagonizó su propio título en solitario a partir de 2006; el cómic de Midnighter fue criticado por François Peneaud por ignorar la relación del protagonista con su marido, y también por el uso continuo de insultos homófobos por parte de los villanos. También se ha criticado un argumento en el que Apollo es violado, y los críticos afirman que los superhéroes heterosexuales nunca son sometidos a ese trato. Alan Moore señaló a los personajes como un ejemplo de la "extraña actitud" de los cómics hacia los temas LGBT, describiéndolos como "viciosas reinas del músculo". A partir de 2015, Midnighter vuelve a protagonizar su propia serie en solitario, publicada desde DC Comics, convirtiéndose en el primer superhéroe masculino gay en tener su propia serie en una editorial mainstream.
La década de 1990 también trajo consigo más personajes casi trans. En el número de 1992 de Legion of Super-Heroes #31, se reveló que Shvaughn Erin era un hombre que había nacido con el nombre de Sean, y que tomaba una droga para transformarse en una forma femenina porque estaba enamorado de un superhéroe masculino. Esta representación fue criticada por la falta de conocimiento de los personajes trans, diciendo que los guionistas de este cómic parecían pensar que "las mujeres trans son sólo hombres homosexuales que quieren salir con hombres heterosexuales". Unos años después, en 1997, Comet apareció en los cómics de Supergirl y se reveló que era un cambiaformas que podía alternar entre una mujer bisexual llamada Andrea Martínez y el centauro masculino llamado Comet. También fue una época en la que hubo un "aumento de los cómics alternativos en DC", que dio más papeles a los personajes trans.

### 2000
Manhunter, creado por Mark Andreyko en 2004, provocó una reacción en la comunidad de fanes cuando se reveló que el novio gay del protagonista era Obsidian, un antiguo miembro de Infinity, Inc. Obsidian tuvo varios romances heterosexuales fallidos en Infinity, Inc. y mientras era miembro de la Liga de la Justicia, y más tarde luchó por aceptar su sexualidad, pero no fue hasta sus apariciones en Manhunter cuando se reveló que el personaje era gay y había aceptado su homosexualidad. Andreyko dijo que hacer que el personaje fuera abiertamente gay podría considerarse un retcon, pero que esto parecía un paso lógico en el crecimiento del personaje. En 2006, uno de los personajes, Erik Storn, recibió superpoderes que le permitían transformarse en un superhéroe femenino, mientras que dos años más tarde, Loki, fue representado como mujer entre 2008 y 2009. Más tarde, Al Ewing, en Loki: Agent of Asgard, dijo que "Loki es bisexual.... También cambiará de género ocasionalmente", lo que llevó a un crítico a decir que Loki podría ser visto como trans.
Las interpretaciones homosexuales de Batman han continuado en el siglo XXI. Un ejemplo notable se produjo en el año 2000, cuando DC Comics denegó el permiso para la reimpresión de cuatro paneles (de Batman #79, 92, 105 y 139) para ilustrar el trabajo de Christopher York All in the Family: Homophobia and Batman Comics in the 1950s. En el verano de 2005, el pintor Mark Chamberlain expuso una serie de acuarelas que representaban a Batman y Robin en poses sugerentes y sexualmente explícitas. DC amenazó tanto al artista como a la galería Kathleen Cullen Fine Arts con emprender acciones legales si no dejaban de vender las obras y exigió la entrega de todo el arte restante, así como de cualquier beneficio derivado de ellas.
En 2006, DC atrajo la atención de los medios de comunicación al anunciar una nueva encarnación lesbiana del conocido personaje Batwoman, incluso cuando ya existían en DC Comics personajes abiertamente lesbianos como la agente de policía de Gotham City Renee Montoya. En la New York Comic Con de 2009 se reveló que sería la superheroína gay de más alto perfil de DC Comics, apareciendo en un nuevo cómic de la Liga de la Justicia escrito por James Robinson y tomando el relevo como personaje principal en Detective Comics con el número 854. Greg Rucka dijo que los editores de DC no tuvieron ningún problema en que escribiera a Montoya o a Batwoman como lesbiana, pero la controversia mediática sobre la sexualidad de Batwoman "anuló cualquier efecto positivo que Batwoman pudiera haber tenido en la industria" y obligó al personaje a tener papeles menores durante los principales crossovers. En 2011, Batwoman obtuvo su propio título como parte del relanzamiento de los Nuevos 52 cómics de DC. Esto la convierte en el primer personaje LGBT en encabezar una serie mensual en el Universo DC.
En 2006, Gail Simone recuperó a los Seis Secretos como un equipo de villanos con nuevos miembros, en el que muchos son LGBT, como la lesbiana Scandal Savage, su amante Knockout, la pansexual Rag Doll, la bisexual Jeannette y Catman, que también es bisexual. Secret Six se relanzó en diciembre de 2014, con el regreso de Gail Simone como guionista. Scandal Savage, Rag Doll y Jeannette vuelven como personajes recurrentes. El equipo está formado por nuevos miembros, salvo Catman, y entre ellos, Porcelana es genderfluid.

### 2010
En Tierra 2, se revela que el Linterna Verde Alan Scott es gay. En el número 3, se revela que Scott tiene un novio llamado Sam, al que pretende pedirle matrimonio durante sus vacaciones en China. Sin embargo, antes de que pueda hacerlo, el tren en el que viaja la pareja naufraga repentinamente. Una misteriosa llama verde protege a Scott y lo cura; una voz incorpórea le informa de que el accidente fue causado por una fuerza que amenaza al mundo entero, y que Sam no sobrevivió. El desconsolado Scott recibe entonces la noticia de que se le concederá el poder de vengar su amor y proteger el mundo.
Junto con Batwoman, DC también lanzó una serie protagonizada por Voodoo, una mujer afroamericana bisexual, como parte del relanzamiento de los Nuevos 52. El mismo relanzamiento también introdujo a Bunker, un superhéroe latino abiertamente gay, como parte del reparto principal de la nueva serie de los Teen Titans. Demon Knights recuperó a Shining Knight, que ya había aparecido en Seven Soldiers of Victory de Grant Morrison como una chica disfrazada de caballero. Sin embargo, en la nueva serie, Shining Knight dice que "no es sólo un hombre o una mujer[, sino] ambos". Esto le convierte en el posible primer héroe intersexual.
El número de personajes menores de DC que se identifican como LGBT sigue aumentando, incluyendo a las superheroínas bisexuales Sarah Rainmaker e Icemaiden, así como a los principales como Catwoman. y Jericho. En Catwoman #39, se confirmó que era bisexual, lo que los críticos consideran icónico, ya que es uno de los personajes más famosos del Universo DC. Además, DC Comics declaró oficialmente que Harley Quinn y Hiedra Venenosa, cuya relación muchos fanes han especulado como romántica o sexual, son "amigas sin los celos de la monogamia".
En 2016, Sensation Comics presentó a Wonder Woman oficiando una boda entre personas del mismo sexo (número 48) dibujada por el ilustrador australiano Jason Badower. Inspirado por la sentencia del Tribunal Supremo de junio que estableció la igualdad matrimonial en los 50 Estados Unidos, Badower dice que DC Comics fue "fantástico" con su idea para el número. En una entrevista con The Sydney Morning Herald, dijo que su editor "fue como '¡genial, me encanta! Hagámoslo". Fue casi anticlimático". La defensa de los derechos de los homosexuales por parte de Wonder Woman dio un paso más en septiembre de 2016, cuando el guionista de cómics Greg Rucka anunció que es canónicamente bisexual, según su origen reiniciado en Rebirth. Rucka declaró que, en su opinión, "tiene que ser" marica y que "obviamente" ha tenido relaciones con personas del mismo sexo en una isla rodeada de mujeres hermosas. Esto sigue la forma en que la Mujer Maravilla fue escrita en la continuidad alternativa o no-canónica de Tierra Uno por Grant Morrison, y su colega escritor de la Mujer Maravilla Gail Simone apoyó incondicionalmente la declaración de Rucka. Sorprendido por la cantidad de reacciones de su base de fans, Rucka respondió a los "haters" que el sexo consentido con las mujeres es tan importante para Wonder Woman como la verdad para Superman.

### 2020
La historia de Tim Drake en Batman: Urban Legends lo ve lidiar con inseguridades no expresadas mientras se reconecta con un amigo de volúmenes anteriores, Bernard Dowd. Bernard es secuestrado, enviando a Tim a una misión de rescate mientras sigue tratando de entender lo que realmente desea de la vida. Durante el rescate, Bernard le dice a Robin que su amigo Tim le ayudó a salir del armario y a entenderse a sí mismo, lo que hace que Robin/Tim se dé cuenta de lo mismo. Después, sin disfraz, Bernard le pide a Tim una cita, que éste acepta.
En el número 5 de Superman: Son of Kal-El, el hijo de Clark Kent, Jon Kent, el nuevo Superman de la Tierra, se revela como bisexual y comienza una relación con su nuevo compañero, un reportero llamado Jay Nakamura. 

## Marvel Comics

### 1990
La incorporación de temas LGBT por parte de Marvel Comics se ha comparado desfavorablemente con la de DC; su uso de personajes gay se ha descrito como "menos prolífico pero más deliberado". Algunos críticos han señalado que en Alpha Flight #45, en 1987, había un personaje "casi" trans: Sasquatch. Fue "asesinado", con su alma transferida al cuerpo de una mujer, lo que significa que tenía un cuerpo femenino cuando era humano, y masculino cuando estaba en su "forma de Sasquatch". En términos más generales, se dice que Marvel tenía una política de "No Gays en el Universo Marvel" durante el mandato de Jim Shooter en la década de 1980, y la política de Marvel de la década de 1990 había declarado que todas las series que enfatizaban personajes gay en solitario debían llevar una etiqueta de "Sólo para adultos", en respuesta a las protestas conservadoras. Sin embargo, en 2006 el editor Joe Quesada declaró que esta política ya no está en vigor. Aunque las parejas del mismo sexo son representadas ocasionalmente besándose, no se han mostrado escenas íntimas o sexuales, ni siquiera con la etiqueta "Sólo para adultos" de Marvel. El uso de los mutantes y la discriminación a la que se enfrentan en los cómics de X-Men se ha considerado una metáfora de la discriminación en el mundo real dirigida a los grupos minoritarios, incluidos los LGBT.
Northstar, miembro del equipo original de superhéroes Alpha Flight, fue el primer personaje gay importante creado por Marvel Comics. Su creador, John Byrne, dijo que Northstar había sido planeado como gay desde su creación en 1979, pero aunque las pistas sobre la identidad sexual de Northstar aparecieron durante 1983 en los números 7 y 8 de Alpha Flight, su aparente falta de interés por las mujeres se atribuyó a su obsesivo afán por ganar como campeón de esquí. Finalmente, se reveló que el personaje era gay en el número 106 de Alpha Flight de 1992, el único número del cómic que entró en el Salón de la Fama Gayláctica. Las historias que involucran a Northstar han incluido una enfermedad vista por algunos lectores como una metáfora del sida, que se curó cuando se reveló que el personaje es en realidad parte "hada", una raza de seres no humanos. Northstar también adopta a un bebé abandonado, que pronto muere de sida. Se ha criticado que en 30 años nunca se haya mostrado a Northstar besando a otro hombre, aunque se muestran muchas interacciones con otros personajes homosexuales, como en el especial de trajes de baño de Marvel, en el que se le muestra socializando con el miembro gay del Panteón Héctor.
Tras la cancelación de Alpha Flight, Northstar apareció en su propia miniserie, que en su mayor parte ignoraba su sexualidad, y finalmente se convirtió en miembro de los X-Men. Durante su estancia en este equipo se convirtió en mentor del mutante adolescente gay Anole, que más tarde se convirtió en miembro de los Jóvenes X-Men junto con otro adolescente gay, Graymalkin. También cabe destacar que Northstar murió en tres continuidades distintas de los X-Men en el mismo mes. Otros miembros LGBT de los equipos mutantes de Marvel fueron Phat, Vivisector y Bloke de X-Statix (hasta su muerte) y la villana Mística, esta última había mantenido una relación con el personaje Destiny, aunque esto no se reveló explícitamente hasta años después de que la relación hubiera terminado con el asesinato de Destiny.

### 2000
Freedom Ring fue un personaje representado como gay desde su debut por su creador Robert Kirkman. Joe Quesada lo promocionó como el principal héroe gay de Marvel Comics, con historias dedicadas a sus aventuras en Marvel Team-Up. A pesar de ello, el personaje fue asesinado un mes después. Su muerte y el tratamiento general fueron recibidos con algunas reacciones negativas, incluyendo acusaciones de homofobia, particularmente con respecto a la imaginería fálica de la muerte, con el personaje siendo asesinado al ser empalado con picos. Kirkman comentó la controversia, declarando que "Freedom Ring siempre fue planeado como un héroe inexperto que sería golpeado constantemente y probablemente moriría. Quería comentar el hecho de que la mayoría de los superhéroes obtienen sus poderes y están bien en ello... y así no es como funciona la vida. Mientras trabajaba en el libro, también me di cuenta de que la mayoría de los personajes homosexuales... se limitan a ser homosexuales. Los personajes heterosexuales son personajes redondos a los que les gustan las chicas. Así que quería hacer un personaje completo al que le gustaran los tíos. Entonces decidí combinar las dos ideas. En retrospectiva, sí, matar a un personaje gay no es bueno cuando hay tan pocos... pero realmente sólo tenía la mejor de las intenciones en mente". Kirkman declaró más tarde: "Francamente, con la PEQUEÑA cantidad de personajes gays en los cómics en general, y lo desafortunadas que han sido las representaciones hasta ahora, ya sean intencionadas o no... entiendo completamente la reacción a la muerte de Freedom Ring, independientemente de mis intenciones. Si tuviera que hacerlo todo de nuevo... no lo mataría. Me arrepiento más y más a medida que pasa el tiempo. Me deshice de ¿cuánto? el 20% de los personajes gay de Marvel al matar a este único personaje. Nunca tuve en cuenta esas cosas mientras escribía".
En la década de 2000 se introdujeron dos personajes casi trans: Jessica Drew, un "clon femenino de Peter Parker", y Courier, un amigo metamorfo que queda "atrapado en una forma femenina por el malvado Mr. Sinister". También se produjo la llegada de Xavin, un cambiaformas en los Runaways con Xavin originalmente masculino pero que cambia a una forma femenina, diciendo en el número 8 que "para nosotros cambiar de género no es diferente a cambiar de color de pelo". Aunque Mey Rude, de Autostraddle, dice que no considera que Xavin represente la experiencia humana trans, el personaje exploró los cambios de género de "una manera bastante revolucionaria para un personaje de cómic".
En 2002, Marvel resucitó a Rawhide Kid en su sello Marvel MAX, presentando al primer personaje de cómic abiertamente gay que protagonizaba su propia revista. El primer número de la saga gay de Rawhide Kid se llamó Slap Leather. Según un artículo de CNN.com, "la nueva serie empareja al artista original, John Severin, que ahora tiene 86 años, con Ron Zimmerman, un guionista de televisión". Hacer que Rawhide Kid sea gay fue idea de Zimmerman. La sexualidad del personaje se transmite indirectamente, a través de eufemismos y juegos de palabras, y el estilo del cómic es campechano". Los grupos conservadores protestaron por la versión gay del personaje, que decían que corrompería a los niños, y las portadas fueron etiquetadas como "Sólo para adultos".
La serie de los Jóvenes Vengadores, que debutó en 2005, contó desde su inicio con dos personajes principales adolescentes homosexuales, Hulkling y Wiccan. La sexualidad de los personajes fue criticada por algunos lectores y defendida por los guionistas en una extensa serie de cartas en la página de cartas del título. Los Jóvenes Vengadores le valieron a Marvel su primer (y hasta la fecha único) premio GLAAD al mejor cómic en 2005. En un principio, Hulkling iba a ser un personaje femenino: Según Tom Brevoort, "originalmente, Allan planteó a Hulkling como un personaje femenino que utilizaba sus habilidades de cambio de forma para hacerse pasar por un hombre. Sospecho que esto era lo más cerca que Allan sentía que podía llegar a representar una relación abiertamente gay en un cómic de Marvel. Pero a medida que avanzábamos... empezó a tener dudas y se acercó a mí para mantener a Hulkling y a Wiccan como dos personajes masculinos implicados".
En la última encarnación de X-Factor, escrita por Peter David, el mutante despotenciado Rictor y su amigo de toda la vida Shatterstar (con el que había tenido una relación ambigua) se mostraban en un beso en el panel. Tras la publicación del número, Peter David confirmó en su blog la bisexualidad de Rictor y Shatterstar y expresó su deseo de desarrollar más la relación entre ellos. Poco después, uno de los creadores de Shatterstar, Rob Liefeld, expresó su desacuerdo con la decisión de Peter David. Sin embargo, a pesar de sus quejas, tanto Peter David como el editor jefe de Marvel, Joe Quesada, han defendido el desarrollo, y lo más probable es que la historia continúe como estaba previsto.

### 2010
En 2010, Avengers: The Children's Crusade #9 vería a Wiccan y Hulkling comprometerse y tener su primer beso en el panel, una historia que continuaría en Empyre #4 de 2020, que revela la boda secreta de Wiccan y Hulkling en la Tierra con sus compañeros de los Jóvenes Vengadores presentes, y Empyre Aftermath: Avengers #1, que muestra su tradicional boda kree/skrull y judía en el espacio, con numerosas muestras de otros superhéroes que asisten después de que Hulkling se convirtiera en el emperador de la alianza kree/skrull.   
En el número 51 de Astonishing X-Men de 2012 se celebró la boda de Northstar y su pareja de muchos años, Kyle Jinadu. Aunque no es el primer matrimonio entre personas del mismo sexo que aparece en los cómics de superhéroes, ya que Apollo y Midnighter se habían casado en The Authority, este es el primero en los cómics convencionales.
Debido a los coqueteos con personajes de diversos géneros y sexualidad, los fanes han especulado que Deadpool es pan u omnisexual. Los guionistas Gerry Duggan y Gail Simone, así como Terry Miller, director de la película de Deadpool, aceptan la teoría de los fanes. Sin embargo, Fabian Nicieza, uno de los creadores del personaje, declaró en Twitter que esas especulaciones sobre su sexualidad no son válidas porque sus "células cerebrales están en CONSTANTE FLUJO. Puede ser gay un minuto, heterosexual al siguiente, etc.". El comentario molestó a muchos fanes, ya que sugiere que la sexualidad de Deadpool está ligada a su trastorno mental.
Hércules, en obras anteriores como Hércules: Fall of an Avenger y X-Treme X-Men ha sido retratado como bisexual. Sin embargo, el editor jefe de Marvel, Axel Alonso, declaró que Hércules en la nueva serie será heterosexual, lo que decepcionó a los fanes y a los críticos por "heterosexualizar" a un personaje LGBT.
Otros personajes importantes recientes que han confirmado ser LGBT son Iceman, que salió del armario como gay, y Loki, que ahora es género fluido y bisexual.

## Otros editores: Archie, Malibu, Image, Dark Horse
En la década de los 90 se crearon varias editoriales independientes que competían con los gigantes de la edición de cómics, Marvel y DC. Entre estas empresas se encuentran Malibu Comics, Image Comics y, posteriormente, Dark Horse Comics. Estas empresas daban mayor libertad artística a sus guionistas y artistas y decidieron no atenerse al Comics Code, permitiendo la exploración de temas más maduros. Como resultado, los cómics de estas empresas incluyeron un mayor número relativo de personajes y argumentos LGBT que sus competidores más tradicionales. Entre los personajes de superhéroes LGBT se encuentran Spectral y Turbo Charge (de Malibu comics), y Promethea y Sarah Rainmaker de Gen13 (ambos creados por Wildstorm para Image Comics antes de ser adquiridos por DC). A Distant Soil, de Image Comics, escrita por Colleen Doran, presenta una cultura alienígena con costumbres sexuales y de género exóticas y romances homosexuales que le valieron a la serie una nominación al premio Gaylactic Spectrum. Otros señalan que Malibu tenía, en la serie Mantra, "un alma masculina inmortal de superhéroe que se reencarnó en el cuerpo de una mujer" que sólo es "casi" trans, pero no un personaje totalmente trans, y en Rising Stars un personaje posiblemente trans llamado Joshua Cane.
Los cómics de Dark Horse relacionados con Buffy Cazavampiros presentan a los personajes lésbicos de Willow, Tara y Kennedy y al personaje en el armario Andrew de la serie de televisión. Los cómics de la octava temporada de Buffy llamaron la atención de los medios de comunicación cuando el personaje del título tiene un encuentro de una noche con otra chica que se había enamorado de ella. El encuentro se repitió, pero tanto el personaje como los creadores negaron que esto convirtiera a Buffy en gay, y Joss Whedon dijo: "No vamos a hacerla gay, ni vamos a pasar los próximos 50 números explicando que no lo es. Es joven y está experimentando, ¿y he mencionado que es de mente abierta?".
Archie presentó su primer personaje gay, Kevin Keller, en 2010. La Asociación Americana de la Familia se manifestó en contra del personaje y de los números que contenían romances entre personas del mismo sexo, pero Verónica #202 había sido tan popular que se agotó, lo que dio lugar a su propia serie en solitario.
Mey Rude, escribiendo para Autostraddle, declaró que la gran mayoría de la representación trans real se produjo a partir de 2013, que ella consideró la "Edad de Oro de los Cómics Trans", señalando cómics como Bitch Planet (de Kelly Sue DeConnick), The Unbeatable Squirrel Girl (de Erika Henderson), y varias antologías. Esto llegó con más cómics financiados a través de sitios de crowdfunding y creados por personas trans, lo que dio lugar a un "nuevo tipo de representación trans por personas trans, de personas trans y para personas trans".

## El fandom y los premios
A medida que ha aumentado la visibilidad de los creadores y personajes de cómics LGBT, el mundo del cómic ha tomado nota. En las convenciones de cómics y LGBT, como Comicon y Gaylaxicon, se organizan regularmente mesas redondas sobre temas LGBT, y en las convenciones también hay stands dedicados a los cómics LGBT. Ted Abenheim, presidente del evento de Prism Comics, dijo en 2008: "Estamos en nuestro sexto año de exposición en Comic-Con, presentando un stand más grande y más paneles y eventos que nunca antes". Existen varios sitios web dedicados al fandom del cómic LGBT y con contenidos de escritores de plantilla, como Prismcomics.org, Pinkkrytonite.com y Gayleague.com.

### Premios GLAAD
El primer premio GLAAD al "cómic destacado" se concedió en 1992 (a The Flash de DC). Desde entonces, se han concedido varios premios GLAAD a títulos convencionales, incluidos los títulos Green Lantern y The Authority de DC, y Young Avengers de Marvel. Según Paul López, los aficionados y creadores LGBT han "debatido si los premios a los cómics mainstream tenían más que ver con el bombo y platillo de los medios que con el contenido real de las historias de los cómics".

### Premios Gaylactic Spectrum
Los premios Gaylactic Spectrum se conceden a obras de ciencia ficción, fantasía o terror publicadas en Estados Unidos, y su categoría "otras obras" permite nominar series de cómics o números individuales. Entre los ganadores de los cómics se encuentran los números de Green Lantern, The Authority y Gotham Central de DC, y han sido nominados títulos de Marvel (X-Force, X-Statix), Dark Horse (Buffy Season Eight) e Image Comics (A Distant Soil).

### General
- Haggerty, George E. (2000), Encyclopedia of Gay Histories and Cultures, Taylor & Francis, ISBN 978-0-8153-1880-4.
- Rothschild, D. Aviva (1995), Graphic novels: a bibliographic guide to book-length comics, Libraries Unlimited, ISBN 978-1-56308-086-9.
- Lopes, Paul (2009), Demanding Respect: The Evolution of the American Comic Book, Temple University Press, ISBN 978-1-59213-443-4.
- Furey, Emmett. Homosexualidad en Cómics @– Parte I, Parte II, Parte III y Parte IV, Recursos de Libro del Cómic, julio 16@–19, 2007